# 拉普阿运动
拉普阿运动（芬蘭語：Lapuanliike）是芬兰历史上激进的民族主义和反共主义政治运动，建立于拉普阿并以此地命名。由于其极右翼的倾向，1932年被查禁。爱国人民运动在议会中继承了该运动的反共主义倾向。

## 背景
在共产国际第六次世界代表大会 上，约瑟夫·斯大林命令全世界所有共产党加速阶级斗争。这一命令导致芬兰共产主义活动在 1929 年达到更高水平，例如 8 月 1 日所谓的“红色日”，当时共产党组织了全国性的抗议活动。11 月还宣布了总罢工，尽管未能获得支持，只有 5-10% 的工人参加了罢工。
该运动起源于 1929 年 11 月，当时芬兰共产主义青年在保守而宗教化的拉普阿镇游行，激怒了当地亲白卫军，后者随后对表演者进行人身攻击。这一事件的势头成为拉普阿运动形成的催化剂。它最初由反共产主义民族主义者主导，强调民族主义活动、白卫军和芬兰内战的遗产。该运动将自己视为内战胜利的捍卫者，支持路德教、芬兰民族主义和反共产主义。
很多政客和高级军官最初都对拉普阿运动抱有同情，因为内战后，反共产主义在知识阶层中盛行。然而，过度使用暴力使得该运动在几个月内就失去了人气。
在内战期间，奥斯特博滕曾是白军最重要的据点之一，反共情绪依然十分强烈。1929 年 11 月下旬，芬兰青年共产主义联盟在奥斯特博滕拉普阿组织了集会和抗议活动。在民族主义者看来，共产党人“嘲弄了上帝、路德教会、‘资产阶级’祖国、芬兰军队和曼纳海姆将军”。这激怒了许多市民，他们用暴力结束了集会。反共暴力被誉为正当和值得赞扬的。12 月 1 日，一场反共集会举行，吸引了 1,000 多人参加，要求停止一切共产主义活动。这场运动迅速蔓延到全国，在一些省份，除了共产党人之外，其他人也成为攻击目标，例如“维塔萨里爱国公民”组织希望将犹太人和共济会成员从该国清除出去。

## 活动
在上帝与撒旦之间，在红色与白色之间，没有中间道路。我们的命运之时已经到来，我们必须与其中之一结盟。今天，两种精神正在争夺世界霸权，一种是破坏性的，另一种是建设性的。[前者的]目的是让某人——一个独裁者——犹太人或一些小派别？——站在被烧毁的房屋和血迹斑斑的教堂的废墟上，以“无产阶级”的名义任意行使暴政，而实际上只追求自己的利益。相比之下，第二种精神则努力维护那些已经创造的价值观，并建立一个基于虔诚和法治的新芬兰……只有两种人：正义者和无神论者。神圣的世界秩序和基督教会的教义并不知道第三种可能性。

该运动的报纸 Lapuan Päiväkäsky（The Lapua Daily Order）
拉普阿事件发生后，当地政客库斯塔·蒂图 (Kustaa Tiitu)和阿图里·莱诺宁 (Artturi Leinonen)召集镇上的“国民大会”讨论日益高涨的共产主义骚乱。来自全国各地的约两千人参加了这次大会，并起草了一份要求清单，提交给政府。这些要求包括将共产党员从议会和军队中除名、禁止发表“亵渎芬兰人民道德和正义感基础”的言论，以及阻止已被禁止的共产党在芬兰活动。全国各地迅速组织了其他大会，他们都提出了类似的要求，其中一些还补充说，如果政府不采取行动，他们也准备“通过其他方式”拯救国家。
议会很快通过了《结社法》修正案，但《新闻自由法》修正案未能获得足够的支持。运动中的激进分子直接攻击了共产党报纸《Työn Ääni》。1930 年 3 月 28 日晚上，十三名男子闯入报纸设施并摧毁了印刷机。4 月 4 日，七十二名男子公开宣布对袭击负责，但只有实际肇事者和主要组织者Yrjö Nikula受到指控。两个月后在瓦萨举行的审判演变成一场骚乱。法官宣布中场休息，人们离开法庭后，Työn Ääni 的员工兼案件证人 Eino Nieminen 被运动支持者包围，他们指责他是“红色军官”。Nieminen 被拖到街上，与其他三名共产党员一起遭到毒打。Työn äni律师Asser Salo在前往拉普阿的一辆车中被绑架。
该运动使用暴力手段向政府和议会施加压力，以阻止共产主义在芬兰的活动。左翼和劳工团体的会议也经常被打断，而且常常是暴力的。一种常见的手段是“ muilutus ”或“kyyditys”，从绑架和殴打开始。之后，将对象扔进汽车，开往苏联边境。许多被拉普阿运动驱逐的芬兰人后来在斯大林的大清洗中被抓获并处决；虽然他们在芬兰被视为共产党员而受到迫害，但斯大林却指责他们是“民族主义者”。
瓦萨暴乱后，由于目睹了Kyösti Kallio领导的政府无法控制局势，运动重申了他们对共产主义组织和报纸的要求，并宣布 6 月 15 日为履行这些要求的最后期限。政府不愿意使用军队或警察来恢复秩序，因为它认为他们同情运动。相反，总统劳里·雷兰德要求前总理PE Svinhufvud（芬兰右翼非常尊重他）与运动进行谈判。Svinhufvud 说服科索拉和其他领导人，有合法的方式可以实现他们的目标，并帮助他们制定了通过议会手段清除共产党员的计划。
7 月 1 日，政府就所谓的共产主义法律进行了表决，并于次日辞职。斯温胡夫德如拉普亚运动所愿成为新总理，但他拒绝让维赫托里·科索拉成为内阁成员，也拒绝逮捕共产党议员。作为回应，科索拉下令绑架议员贾尔马里·罗特科和埃诺·佩卡拉。拉普亚运动计划于 7 月 7 日举行大规模武力示威，即“农民游行”。斯温胡夫德告诉他，否则他不会在那里迎接游行者，科索拉被说服释放了被绑架者。农民游行聚集了 12,600 名男子前往赫尔辛基，他们穿过城市，发表演讲和布道，受到杰出政治家和将军的欢迎。
在共产主义法律中，对《新闻自由法》的修改这次以简单多数票获得议会通过，但《共和国保护法》被视为宪法法律，因此需要六分之五多数票才能立即通过。社会民主党只愿意在三年的临时期内接受该法律，这意味着该法案仅获得简单多数票，必须在下届议会上表决。7 月 15 日，总统解散议会并宣布举行选举。
由于未能通过所有共产主义法律，拉普阿运动在 1930 年秋掀起了新一轮绑架和殴打事件。维赫托里·科索拉直言不讳的目标是让社会恶化到无政府状态，这将使独裁成为人们更愿意接受的选择。然而，该运动的其他较为温和的领导人不再接受绑架，并于 9 月说服科索拉停止绑架。这一时期最著名的案件是绑架了社会民主党议会副主席Väinö Hakkila和市政府政治家Onni Happonen，后者被杀害并被证实不是共产党员。
在选举之前，拉普阿运动也参与了选举舞弊。该运动的暴力名声被用来恐吓社会主义选民，迫使他们弃权或投票给右翼候选人，社会民主党成员在竞选过程中受到骚扰，竞选活动被打断，投票站周围还组织了警卫。被视为共产党员的选民也被直接从选民名册中除名。
选举后，右翼政党获得了通过剩余的共产主义法律所需的多数票。尽管如此，最臭名昭著的绑架事件还是发生在 1930 年 10 月 14 日，当时广受欢迎的前总统Kaarlo Juho Ståhlberg和他的妻子Ester 被绑架并被带到约恩苏。此后，对该运动的普遍支持崩溃了。更温和的人离开了该运动，极端分子变得更有影响力。

## 叛乱失败
1932 年 2 月，社会民主党在门赛拉的会议被拉普阿武装分子粗暴打断。这一事件升级为未遂政变，史称门赛拉叛乱 (Mäntsälän kapina)，由前芬兰军队总参谋长瓦伦纽斯将军领导。尽管瓦伦纽斯呼吁，但军队和白卫军大多忠于政府。许多历史学家认为，失败的主要原因是计划不周：事件只是从地方分会的行动升级而来，全国性组织后来才加入。在总统斯温胡夫德向叛军发表广播讲话后，叛乱结束。经过审判，拉普阿运动于 1932 年 11 月 21 日根据拉普阿自己努力争取通过的《保护共和国法案》被取缔。瓦伦纽斯和大约 50 名其他领导人被判入狱。

## 遗产
拉普阿运动被取缔后不久，爱国人民运动成立。与其前身一样，爱国人民运动也是民族主义和反共产主义的。它在政治上取得的成就有限，并于 1944 年在继续战争后根据苏联的命令被取缔。